# Archivio Michele Valori
L'Archivio Michele Valori dichiarato di notevole interesse storico - "fonte preziosa per la storia dell’architettura e dell’urbanistica in Italia" - è stato acquisito dal Ministero dei Beni e le Attività Culturali nel 2006 per le collezioni del MAXXI, documenta l'attività professionale dell'architetto dal 1949 al 1979 e testimonia la sua partecipazione al dibattito sull'architettura e sulla pianificazione in Italia.
A disposizione degli studiosi e del pubblico, i materiali presenti in archivio consistono in oltre 2.700 disegni per oltre 100 progetti conservati in cartelle e tubi che erano ordinatamente conservati e suddivisi, elaborati grafici di supporto della progettazione dei piani urbanistici, come rilievi e cartografie; oltre 5.000 materiali fotografici come negativi, lastre, diapositive tra cui materiale per le lezioni, documentazione di viaggi e di cantieri, stampe, scritti di architettura e urbanistica, corrispondenza, appunti di viaggio, diari, audiovisivi.
Gli scritti sono particolarmente rilevanti per la comprensione dell'opera e del suo impegno in relazione allo sviluppo urbano connesso all'ambiente e ai processi di trasformazione territoriale.

## Organizzazione
Sono state individuate cinque serie archivistiche:
- Attività professionale: documenta l'attività di Michele Valori e del suo studio dal 1949 al 1979 in Italia e all'estero attraverso disegni, modelli e fotografie
- Attività didattica e culturale: scritti, relazioni, appunti di lezioni e di interventi a convegni e a tavole rotonde nazionali ed internazionali sui temi dell'urnbanistica, della pianificazione, interviste e studi.
- Materiali fotografici e audio video: lastre, diapositive, fotografie di elaborati di progetto, di cartografie e piani urbanistici e di cantieri
- Corrispondenza: lettere private, ordinate e raccolte per anno dal 1950 al 1961
- Cartografia e materiale a stampa: piante di Roma e Milano e varie città, aerofotogrammetrie e tavole IGM, riviste ed estratti relativi prevalentemente a temi urbanistici.

## Conservazione
L'attività di conservazione dell'Archivio Michele Valori è stata effettuata a partire dal condizionamento di tutti i materiali attualmente presso il museo MAXXI, utilizzando tubi, buste e cartelle specifiche.
Centro Archivi MAXXI Architettura, Archivio Michele Valori, scheda in "AAA Italia. Bollettino n.9/2010", pagg. 44-45, maggio 2010.